# Джампетрино
Джампетрино (Джованни Педрини или Джан Пьетро Рицци) — итальянский живописец эпохи Высокого Возрождения ломбардской школы, леонардеск — ученик и последователь Леонардо да Винчи, работавший в 1495—1549 годах в Милане. Джампетрино настолько искусно перенял и скопировал стиль поздней живописи своего учителя, что долгое время его работы считались произведениями самого Леонардо. Впрочем, в атрибутике картин Джампетрино до сих пор много вопросов, равно как и в установлении его подлинной личности. Считается, что настоящее имя художника — Джованни Педрини или Джованни Пьетро Риццоли.
Полное имя художника, опять же, предположительно, звучит как Джованни Пьетро Риццоли, период его творческой деятельности пришелся на 1495—1549 гг. С полным именем этого леонардеска до сих пор связаны некоторые трудности. Дело в том, что в списках студии он фигурировал только как загадочный Джампетрино, поэтому, согласно еще одной версии, им мог быть и Джованни Батиста Бельмонте. Такое предположение возникло на основе стилистического сходства работы кисти этого художника (1509 г) с картинами Джампетрино. Но точных доказательств пока нет.
Кто бы ни скрывался под этим именем, его талант был поистине велик. Большая часть работ — это точные до мельчайшей детали копии шедевров великого Леонардо. Другие, созданные исключительно самим Джампетрино, во многом перекликаются с творчеством учителя, и, кроме того, являются многочисленными повторениями друг друга. Именно поэтому в искусствоведении он считается довольно ограниченным, а картин, полностью оригинальных, практически нет.
Личность ученика Леонардо да Винчи Джампетрино поистине загадочна и до сих пор не раскрыта. Хотя и существует целая группа живописных работ очень высокого качества, подписанных именем этого художника, точных
исторических сведений о его жизни нет.

## Картины Джампетрино

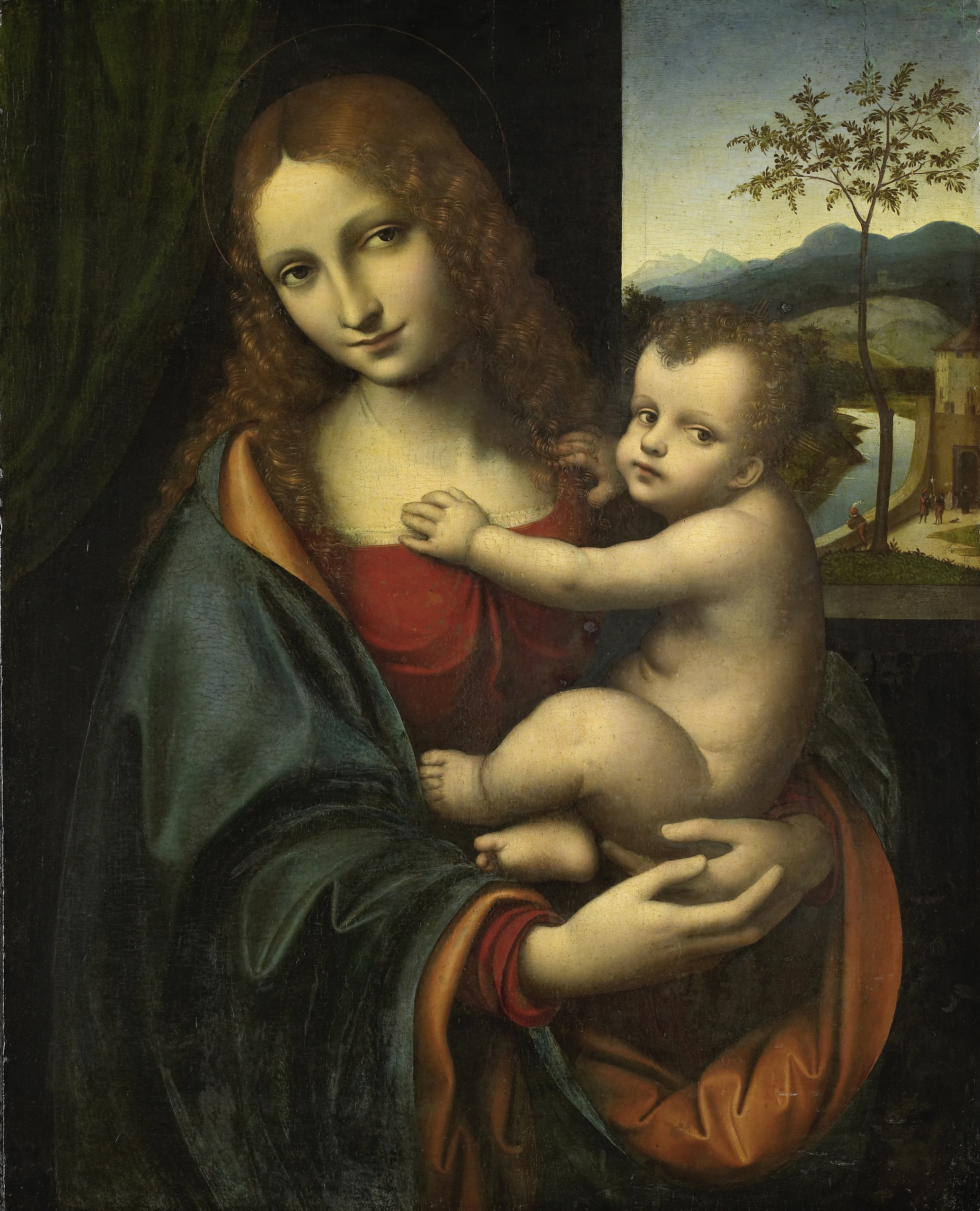
Мадонна с младенцем
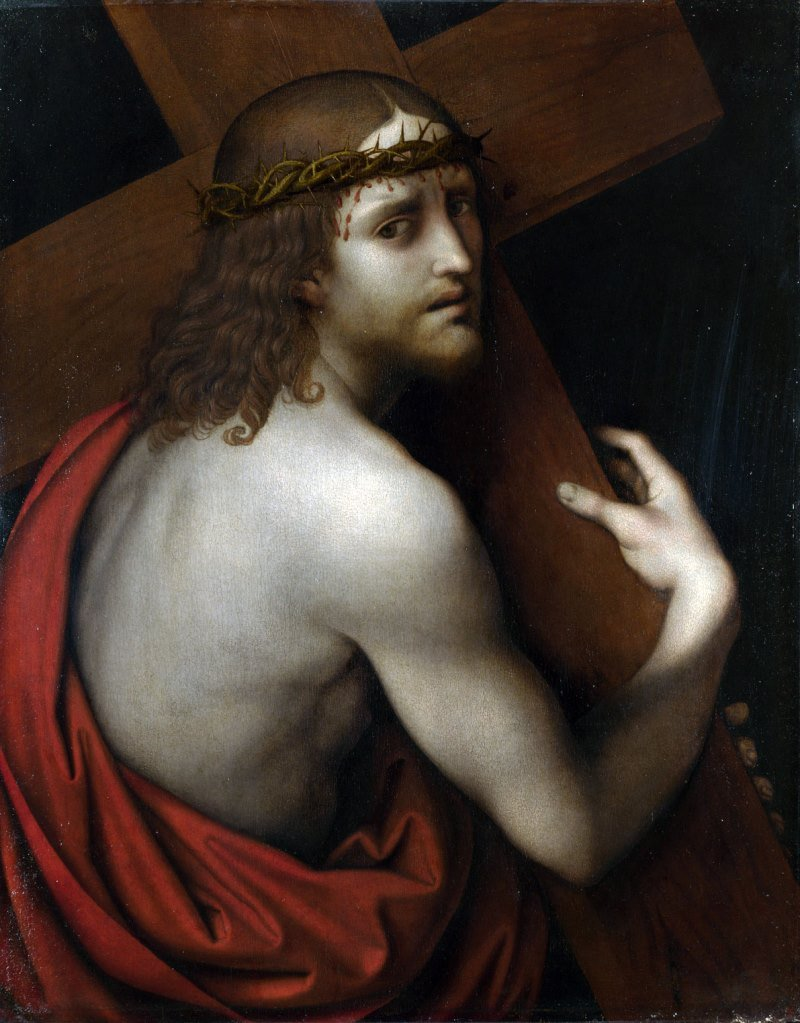
Христос, несущий крест

1. ↑  mutualart.com — 2008.